# 모니카 오캄포
모니카 오캄포 메디나(스페인어: Mónica Ocampo Medina, 1987년 1월 4일 ~ )는 멕시코의 여자 축구 선수이다. 포지션은 공격수이며, 현재 CF 파추카의 주장을 맡고 있다.

## 클럽 경력
2006년부터 2009년까지 미국 USL W리그 소속 클럽인 FC 인디애나 소속으로 뛰었으며 2010년에는 미국 여자 프로 축구 소속 클럽인 애틀랜타 비트 소속으로 뛰었다. 2013년 1월 11일부터 2015년까지 내셔널 위민스 사커 리그 소속 클럽인 스카이 블루 FC 소속으로 활약했고 2017년에는 CF 파추카로 이적했다.

## 국가대표 경력
2006년부터 멕시코 여자 축구 국가대표팀 선수로 활약했으며 2011년 FIFA 여자 월드컵, 2015년 FIFA 여자 월드컵에 참가했다.